# دومنیکو فونتانا
 دومنیکو فونتانا (انگلیسی: Domenico Fontana؛ ۱۵۴۳ – ۲۸ ژوئن ۱۶۰۷) یک معمار، نقاش، و مجسمه‌ساز اهل ایتالیا بود.

## نگارخانه

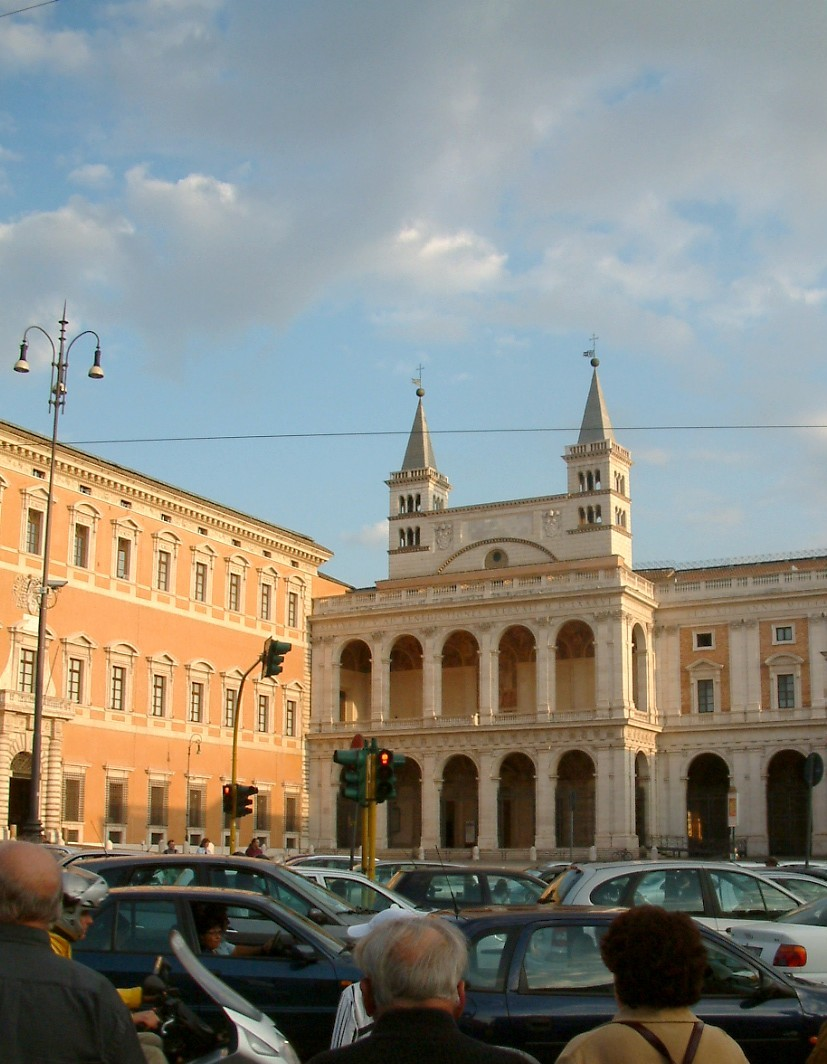
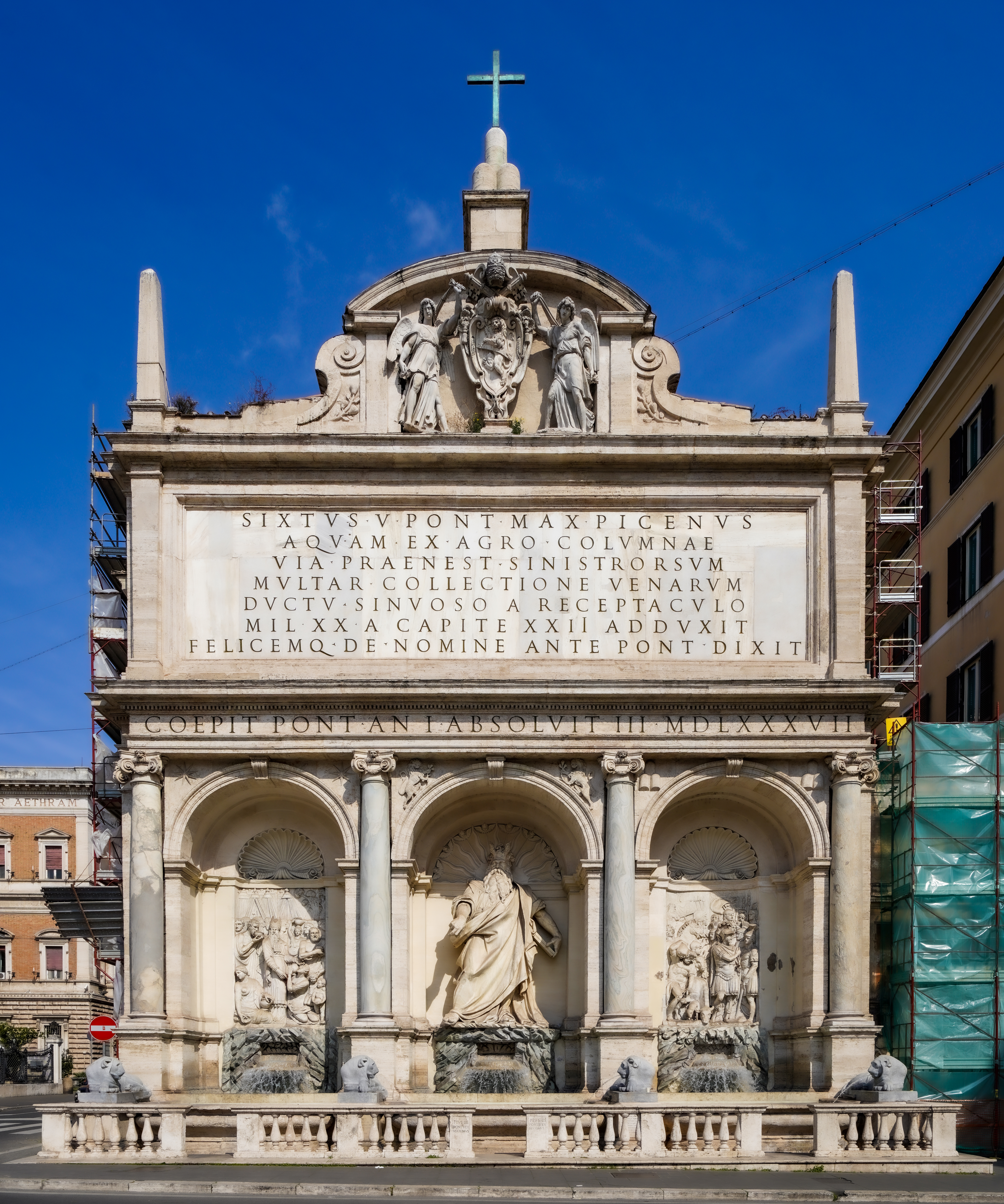
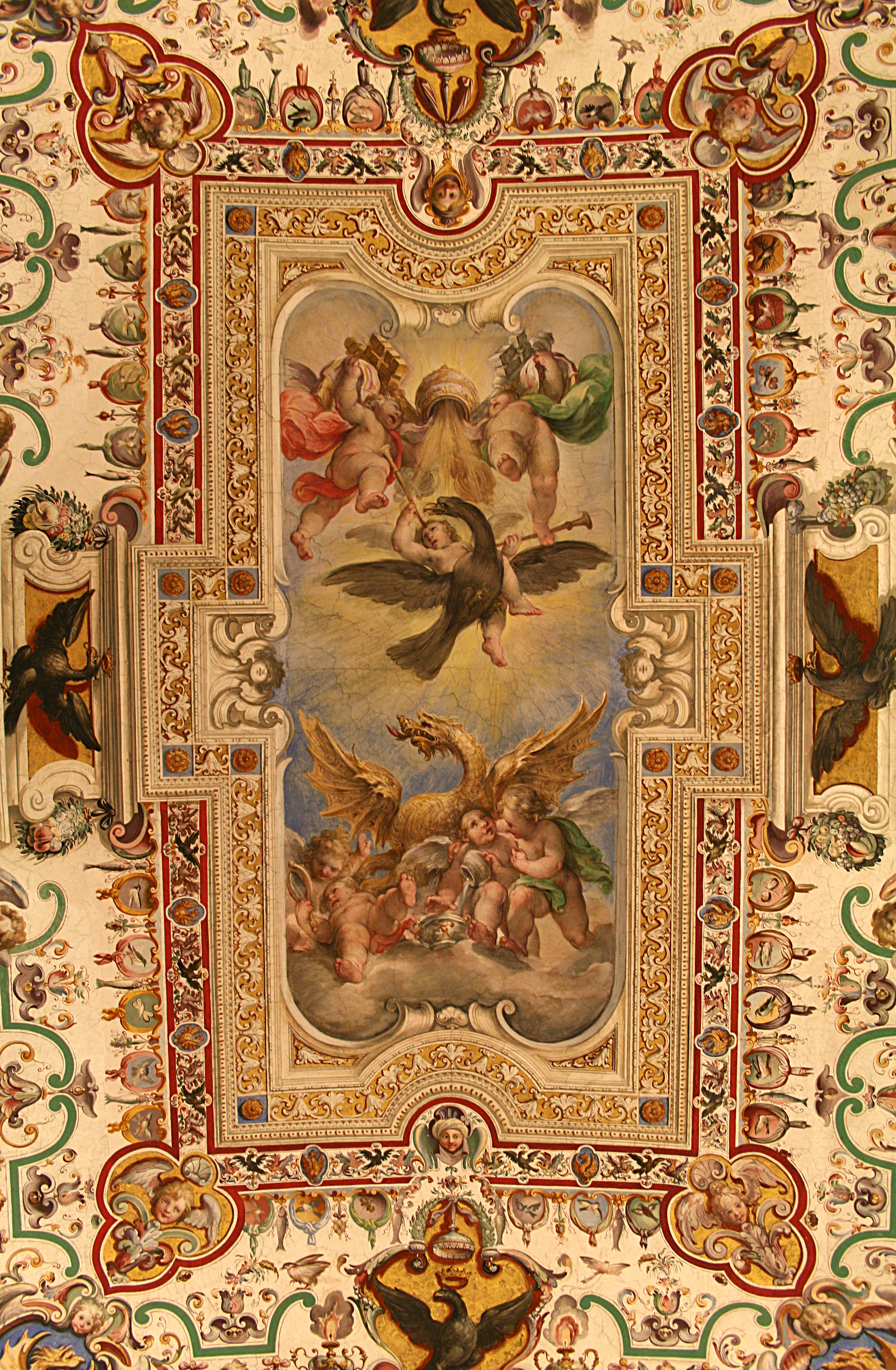